# Marzio Innocenti
Pour les articles homonymes, voir Innocenti.

a Compétitions nationales et continentales officielles uniquement.

b Matchs officiels uniquement.
Marzio Innocenti, né le 4 septembre 1958 à Livourne, est un ancien joueur puis entraineur et dirigeant italien de rugby à XV. Il évoluait au poste de troisième ligne. 
International italien dans les années 1980, il est président de la Fédération italienne de rugby de 2021 à 2024.

## Biographie

### Joueur
Marzio Innocenti débute le rugby avec le Rugby Livorno, club de sa ville d'origine. Mais c'est au Petraraca Padoue qu'il fait la majeure partie de sa carrière de joueur, dans les années 80. Il honore sa première cape internationale le 29 novembre 1981 avec l'équipe d'Italie pour une victoire 23-0 contre l'Allemagne de l'Ouest. Il joue trois matches lors de la Coupe du monde de rugby 1987. Il a été capitaine à seize reprises en sélections officielles.
Hors du terrain de jeu il est un médecin oto-rhino-laryngologiste.

### Entraineur
Après sa retraite sportive, il entraine le CUS Padoue, et assiste Georges Coste dans l'encadrement de l'équipe nationale. Il entraine par la suite le Valsugana Padoue en Serie C et les fait monter en Serie B. Il prend ensuite la direction du Riviera de Mira qui connait également une promotion sous ses ordres. Puis il entraine le Veneziamestre, son premier poste en élite, jusqu'en 2011.

### Dirigeant
En 2000 il est élu au conseil fédéral où il remplit deux mandats consécutifs.
Il devient président du comité de Vénétie en 2013, reconduit en 2016. En 2016 il est candidat à la présidence de la FIR mais est battu par Alfredo Gavazzi. Le 13 mars 2021, il est élu dès le premier tour président de la Fédération italienne de rugby où il l'emporte face au sortant Alfredo Gavazzi.
Avant la Coupe du monde 2023, il annonce que Kieran Crowley ne sera pas reconduit au poste de sélectionneur à l'issue de la compétition. Celui-ci déclare publiquement qu'il souhaitait poursuivre sa mission ce qui déclenche une polémique dans le monde du rugby italien.
Le 15 septembre 2024, il est battu par Andrea Duodo à l’élection à la présidence de la FIR.

## Palmarès et statistiques

### En club
- Champion d'Italie 1984, 1985, 1986, 1987

### En sélection nationale
- 33 sélections (+9 non officielles contre France XV) avec l'Italie
- Sélections par année : 1 en 1981, 4 en 1982, 6 en 1983, 3 en 1984, 5 en 1985, 5 en 1986, 7 en 1987, 2 en 1988.
- Coupe du monde de rugby disputée : 1987.